# اندیس آنومالی سه کوه
آنومالی سه کوه یک اندیس فلزی است که در حوالی شهر ورچه استان مرکزی قرار دارد و مادهٔ معدنی موجود در آن، طلا است.سنگ میزبان این اندیس شیست، شیل است  